# Prionolabis pilosula
Prionolabis pilosula är en tvåvingeart som först beskrevs av Alexander 1936.  Prionolabis pilosula ingår i släktet Prionolabis och familjen småharkrankar. Inga underarter finns listade i Catalogue of Life.